# Castração

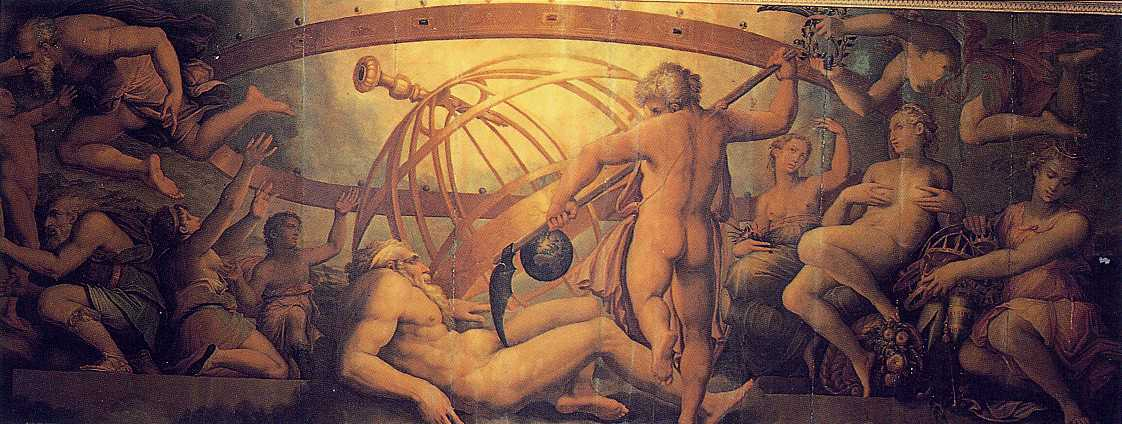
A Castração de Uranus: fresco de Vasari & Cristofano Gherardi (c. 1560, Sala di Cosimo I, Palazzo Vecchio, Florence).

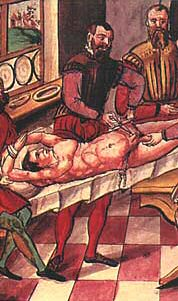
A ilustração de uma castração.

Castração é um ato de mutilação sexual em que incapacita-se o indivíduo de reproduzir-se sexualmente, e suprime seu porte de hormônios sexuais (testosterona, no macho, e estrogênio, na fêmea).
O ato consiste na extirpação das gônadas (gonadectomia): testículos na castração masculina (orquiectomia);  ovários na castração feminina (ooforectomia). A castração masculina também pode ser  parte do ato maior de emasculação, ou pode ser química.

## Humana

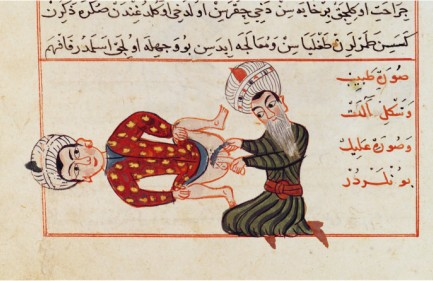
Uma pintura do século XIII mostrando o processo de castração.

É utilizada em casos de doenças : câncer de testículo ou câncer de ovário. No câncer de mama e no câncer de próstata como supressão hormonal. E é pena em alguns países para os que praticam crimes relacionados com a sexualidade.
Na antiguidade era prática em alguns povos a castração dos servos senhoriais e em haréns, chamados eunucos, para assegurar a origem da prole. Na Idade Média, era praticada excepcionalmente a castração de meninos cantores para a manutenção da voz infantil: "i castrati".

### Tratamento
A castração é uma supressão maior dos tecidos, e sua gravidade a cataloga no campo das amputações. Portanto, embora alguns tratamentos para essa situação têm sido desenvolvidos, eles são complexos e de vanguarda, e seus resultados podem variar. O desenvolvimento de novas melhorias nos tratamentos existentes pode requer tempo. Os tratamentos conhecidos são:
- Implante de um pênis artificial.
- Implante de testículos artificiais (próteses).
- Transplante de pênis, seja o de um cadáver (com resultados que podem variar) ou um pênis cultivado em laboratório (um método que está sendo investigado).
- Restauração do prepúcio.
- Faloplastia.
- O aumento do pênis (com seus próprios riscos, mas que um paciente que ainda tem uma parte do pênis poderia assumir).
- Terapia com testosterona para substituir a falta de produção desse hormônio nos testículos.

## Animal
No caso de animais domésticos, para evitar sua reprodução e amansar seu comportamento.
Atualmente, a castração é considerada o melhor método para evitar a proliferação de animais de rua, como cães e gatos. O animal doméstico castrado não apresenta comportamentos reprodutivos tais como fugir de casa, miados altos durante o cio, brigas, demarcação de território com urina, etc.  É uma garantia de segurança para o animal, que embora continue adequado inclusive para guarda de residências, torna-se mais equilibrado e emocionalmente estável.
Utiliza-se a castração em pecuária para descartar os exemplares que não serão mantidos como reprodutores e serão descartados como animais para a engorda e posterior abate para o consumo.